# Magnezija ob Meandru
Magnezija ob Meandru ali krajše  Magnezija (starogrško starogrško Μαγνησία ἡ πρὸς Μαιάνδρῳ, Magnesía i prós Maiándro ali starogrško Μαγνησία ἡ ἐπὶ Μαιάνδρῳ, Magnesía i epí Maiándro, latinsko Magnḗsĭa ad Mæándrum) je bila antično grško mesto v Joniji. Bila je dokaj velika in je stala na trgovsko in strateško pomembni lokaciji v trikotniku Priene, Efez, Trales. Ime je dobila po Magnetih iz Tesalije, ki so se v tem delu Jonije naselili skupaj z nekaj Krečani. Da bi se razlikovala od bližnje lidijske Magnezije ad Sipilum, so imenu kasneje dodali izraz »na Meandru«. 
Zemlja okoli Magnezije je bila izjemno rodovitna. Na njej so pridelovali odlično vino, smokve in kumarice. Mesto je stalo na pobočju Toraksa na bregovih rečice Letakus, pritoku reke Meander. Od Mileta je bilo oddaljeno približno 15 km. Ruševine mesta ležijo zahodno od sedanje  vasi  Tekin v provinci Aydin, Turčija.
Magnezija je bila v Joniji, ker je bila naseljena z Eolci iz Grčije pa ni bila sprejeta v Jonsko zvezo. Nekaj časa so ji morda vladali Lidijci in za njimi Perzijci in je bila stalen cilj roparskih pohodov Kimerijcev. Kasneje je v drugi mitridatski vojni (83–81 pr. n. št.) podprla Rimljane.

## Zgodovina
Magnezija je kmalu dosegla veliko moč in blaginjo, da bi se lahko uprla celo izzivom Efeza. Mesto so kljub temu med letoma 726 pr. n. št. in 660 pr. n. št. zavzeli in uničili Himerijci. Opustošeno mesto so  kmalu zatem obnovili Milejci, po Atenejevem mnenju pa Efežani. Magnezija je bila občasno sedež perzijskih satrapov Lidije.
V 5. stoletju pr. n. št. je izgnani Atenec Temistokles, zmagovalec v pomorski bitki s Perzijci pri Salamini, prišel v Perzijo in se ponudil v službo kralju Artakserksu I. Kralj mu je podelil oblast v Magneziji, da bi podprl njegovo družino.
V rimskem obdobju je bila Magnezija potem, ko je bil Antioh III. Veliki potisnjen proti vzhodu, priključena k Pergamovemu kraljestvu. Zgleda, da je potem začela propadati, vendar jo še vedno, čeprav redko, omenjajo Plinij Starejši, Tacit in Hierokles med škofijami v rimski provinci Aziji. Zgleda, da se je v tem obdobju nekaj časa imenovala Meandropolis. Obstoj mesta je dokumentiran na kovancih cesarjev  Avrelijev in Galiena.

## Arheološka izkopavanja
Prva izkopavanja na arheološkem najdišču so leta 1891 in 1893 opravili nemški arheologi pod vodstvom Carla Humanna, slavnega odkritelja Pergamonskega oltarja. V 21 mesecih izkopavanj so odkrili še Artemidin tempelj, agoro, Zevsov tempelj in peritaneion. Izkopavanja so se nadaljevala skoraj sto let kasneje leta 1984 pod pokroviteljstvom turškega Ministrstva za kulturo in vodstvom Orhana Bingöla z Univerze v Ankari.
Najdbe so razstavljene v Istanbulu, Aydinu, Berlinu in Parizu. Kopiji portika (pronaos) Zevsovega templja in dela Artemidinega templja sta razstavljeni v Pergamonskem muzeju v Berlinu. Večina arhitekturnih ostankov Magnezije so v daljni preteklosti uničili domači proizvajalci apna. Dobro ohranjene ostanke  Zevsovega templja so po zaključku Humannovih izkopavanj uničili domači prebivalci.

## Slavni meščani
Najslavnejša meščana sta bila:
- Batikles, grški kipar iz 6. stoletja pr. n. št.
- Temistoklej, ki je v Magneziji preživel zadnja leta svojega življenja in je tukaj tudi pokopan.